# 豪環礁
豪環礁（Hao），又称豪朗伊环礁（Haorangi），是南太平洋法屬波利尼西亞的環礁，屬於土阿莫土群島的一部分，位於大溪地島以東920公里，由同名市镇管辖，長50公里、寬14公里，土地面積47平方公里，潟湖面積490平方公里，該島北部有機場設施，2022年人口为1009人。
拥有南太平洋最长的跑道（3600m）以及大量的贮仓和车间。是法国在南太平洋核试验的核部件组装中心，设有法国原子能委员会技术中心/军事应用局（CTCEA/DAM）。

## 外部連結
- （页面存档备份，存于）
- H.a.o.
- Atoll names
- - Andía y Varela（页面存档备份，存于）
- Bellingshausen（页面存档备份，存于）
- History of Hao Atoll
- Classification of the French Polynesian atolls by Salvat (1985)
- Atoll list (in French)（页面存档备份，存于）